# Черемных, Савелий Андреевич
Савелий Андреевич Черемных (родился 28 августа 1994 года в Лесогорске, Иркутская область) — российский регбист, замыкающий команды «Булава».

## Биография
Воспитанник «Яра». В 2013 году попал в команду по регби-7. Савелий совмещал учёбу и игру в регби. Будучи студентом становился чемпионом России по регби-7 среди студентов в 2015 году, чемпион красноярского края по регби-7 среди студентов в 2013 году и регби-15 среди студентов. Так и не пробившись в основную команду Савелий переходит в «Металлург». Следующие два года Черемных выступает за «Булаву», в составе которой становится лучшим по очкам в сезоне-2017. Сезон 2019 года проводит за казанскую «Стрела», где, вместе с братом, сыграл почти все матчи в старте. По окончании сезона команда завоевала путёвку в Премьер-лигу и рассталась сразу с 20 игроками, среди которых был и Савелий. В 2020 году вернулся в «Булаву».